# Carlo Rosberg
Carlo Neils Ove Rosberg, född 4 maj 1902, död 1994, var en dansk konstnär och tecknare.
Han var son till dekorationsmålaren Carl Godtfred Rosberg och Karla Pedersen och från 1929 gift med Irma Lüscher. Rosberg studerade konst i Paris och bedrev självstudier under resor till Sydeuropa och Nordafrika. Förutom utställningar i Danmark ställde han ut separat på bland annat ut SDS-hallen i Malmö ett par gånger och han medverkade i någon samlingsutställning i Uddevalla. Hans konst består huvudsakligen av landskapsmålningar med motiv från Danmark och den svenska västkusten.  